# La Merced (Salta)
La Merced è un comune dell'Argentina, appartenente alla provincia di Salta, nel dipartimento di Cerrillos. Si trova a 57 km a sud dalla capitale della provincia, Salta.
In base al censimento del 2001, nel territorio comunale dimorano 8.686 abitanti, con un incremento del 22,06% rispetto al censimento precedente (1991).

## Geografia
Il comune è suddiviso nelle seguenti località:
- La Merced, sede del comune
- Sumalao
- Huaico
- San Agustín
- Las Pircas
- Pirce.